# Блоткі
Блоткі (пол. Błotki) — село в Польщі, у гміні Сточек Венґровського повіту Мазовецького воєводства.
Населення — 133 особи (2011).
У 1975-1998 роках село належало до Седлецького воєводства.

## Демографія
Демографічна структура станом на 31 березня 2011 року:
|          | Загалом | Допрацездатний вік | Працездатний вік | Постпрацездатний вік |
| -------- | ------- | ------------------ | ---------------- | -------------------- |
| Чоловіки | 67      | 15                 | 42               | 10                   |
| Жінки    | 66      | 13                 | 37               | 16                   |
| Разом    | 133     | 28                 | 79               | 26                   |